# Brachyta rosti
Brachyta rosti là một loài bọ cánh cứng trong họ Cerambycidae.